# Statuengruppe
Eine Statuengruppe besteht aus mehreren Einzel-Statuen. Ein solches Ensemble von Statuen erhöht beispielsweise bei einem Monument bereits rein äußerlich dessen Bedeutung als Gedenkstätte gegenüber einer figürlichen statuarischen Einzeldarstellung.
Der Hauptzweck der Statuengruppe besteht in der Regel in der symbolbehafteten Repräsentation.
Es ist zu unterscheiden zwischen einer freiplastischen Statuengruppe und einer zur Architektur gehörenden Statuengruppe. Freiplastische Statuengruppen gab es bereits im Alten Ägypten, wahrscheinlich sogar früher.
Ein berühmtes Beispiel für eine freiplastische Statuengruppe bildet Hermes von Olympia. Allerdings ist hierbei der Hermes doch der dominierende, welcher zudem den kleinen Dionysosknaben im Arm hält.
Statuengruppen in der Skulptur sind an der Dorischen Architektur an den Giebeln von Tempelanlagen ab der Archaik zu finden. Als Beispiel hierfür kann man die Statuengruppe der in der Archäologie als Aigineten vom Aphaiatempel auf Ägina bekannten Giebelgruppen in der Glyptothek von München anführen. Die Statuengruppe der Tyrannenmörder Harmodios und Aristogeiton ist als erstes öffentliches Denkmal für Athen zu nennen. Sie ist in zahlreichen Römischen Kopien überliefert worden.

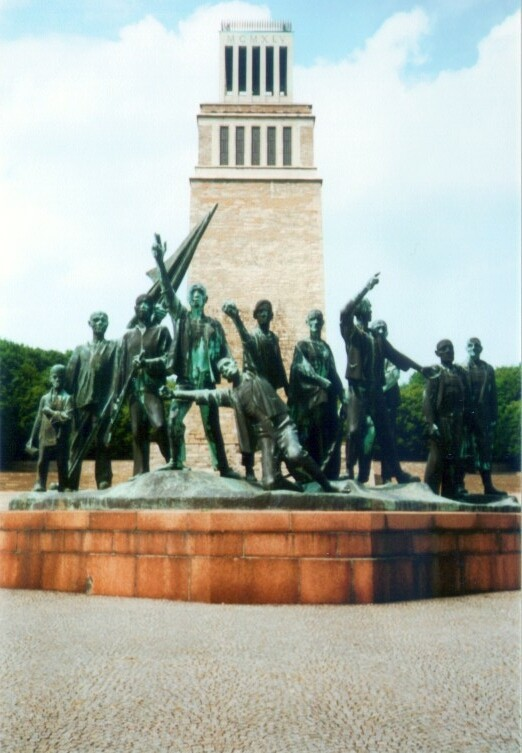
Buchenwald-Denkmal von Fritz Cremer

Als Beispiel einer Statuengruppe moderner Memorialkunst verdient die Gruppe vor dem Glockenturm in Buchenwald bei Weimar von Fritz Cremer (siehe Abb.) Erwähnung.
Nicht immer haben Statuen wie auch Statuengruppen als öffentlich sichtbare Kunstwerke zugleich eine Gedenkfunktion. Beispielsweise in Neubaugebieten können sie der Verschönerung des Wohnareals dienen, ohne dass ein solcher Zweck damit verbunden wäre. Ihre Aufgabe ist dann rein ästhetisch. Sie dienen zum einen der Verbesserung der allgemeinen Wohnqualität, zumeist in dicht bebauten Gebieten. Zum anderen können sie gestalterische Elemente in Parkanlagen sein, die wiederum die allgemeine Lebensqualität der Menschen verbessern.
Eine Sonderform der Statuengruppe ist die Quadriga bzw. Troika.